# Химическая эволюция
Химическая эволюция, или пребиотическая эволюция, — этап, предшествовавший появлению жизни, в ходе которого органические, пребиотические вещества возникли из неорганических молекул, содержащихся главным образом во вторичной атмосфере (сероводород, метан, углекислый газ, аммиак, водород, водяной пар), под влиянием внешних энергетических (молнии, естественная радиоактивность горных пород, солнечный ультрафиолет, вулканическая деятельность) и селекционных факторов и в силу развертывания процессов самоорганизации, свойственных всем относительно сложным системам, которыми, бесспорно, являются все углеродосодержащие молекулы.
Также этими терминами обозначается теория возникновения и развития тех молекул, которые имеют принципиальное значение для возникновения и развития живого вещества.
Всё, что известно о химизме вещества, позволяет ограничить проблему химической эволюции рамками так называемого «водно-углеродного шовинизма», постулирующего, что жизнь в нашей Вселенной представлена в единственно возможном варианте: в качестве «способа существования белковых тел», осуществимого благодаря уникальному сочетанию полимеризационных свойств углерода и деполяризующих свойств жидко-фазной водной среды, как совместно необходимых и/или достаточных(?) условий для возникновения и развития всех известных нам форм жизни. При этом подразумевается, что, по крайней мере, в пределах одной сформировавшейся биосферы может существовать только один, общий для всех живых существ данной биоты код наследственности, но пока остаётся открытым вопрос, существуют ли иные биосферы вне Земли и возможны ли иные варианты генетического аппарата.
Также неизвестно, когда и где началась химическая эволюция. Возможны любые сроки по окончании второго цикла звёздообразования, наступившего после конденсации продуктов взрывов первичных сверхновых звезд, поставляющих в межзвездное пространство тяжелые элементы (с атомной массой более 26). Второе поколение звёзд, уже с планетными системами, обогащенными тяжёлыми элементами, которые необходимы для реализации химической эволюции, появилось через 0,5—1,2 млрд лет после Большого взрыва. При выполнении некоторых вполне вероятных условий для запуска химической эволюции может быть пригодна практически любая среда: глубины океанов, недра планет, их поверхности, протопланетные образования и даже облака межзвёздного газа, что подтверждается повсеместным обнаружением в космосе методами астрофизики многих видов органических веществ — альдегидов, спиртов, сахаров и даже глицина (аминокислота), которые вместе могут служить исходным материалом для химической эволюции, имеющей своим конечным результатом возникновение жизни.

## Методология исследования химической эволюции (теория)
Исследование химической эволюции осложняется тем, что в настоящее время знания о геохимических условиях древней Земли не являются достаточно полными.
Поэтому, кроме геологических, привлекаются также астрономические данные. Так, условия на Венере и Марсе рассматривают как близкие к тем, что были на Земле на различных этапах её эволюции.
Основные данные о химической эволюции получены в результате модельных экспериментов, в ходе которых удалось получить сложные органические молекулы при имитации различных химических составов атмосферы, гидросферы и литосферы и климатических условий.
На основе имеющихся данных был выдвинут ряд гипотез о конкретных механизмах и непосредственных движущих силах химической эволюции.

## Абиогенез
Абиогенез — образование органических соединений, распространённых в живой природе, вне организма без участия ферментов.
В широком смысле абиогенез — возникновение живого из неживого, то есть исходная гипотеза современной теории происхождения жизни. В 1920-х годах академик А. И. Опарин предположил, что в растворах высокомолекулярных соединений могут самопроизвольно образовываться зоны повышенной концентрации, которые относительно отделены от внешней среды и могут поддерживать обмен с ней. Он назвал их Коацерватные капли, или просто коацерваты.
В 1953 году Стэнли Миллером экспериментально осуществлён абиогенный синтез аминокислот и других органических веществ в условиях, воспроизводящих условия первобытной Земли.
Существует также теория гиперциклов, согласно которой первые проявления жизни были связаны с так называемыми гиперциклами — комплексами сложных каталитических реакций, в которых продукт каждой предыдущей реакции является катализатором для последующей.
В 2008 году американские биологи сделали важный шаг к пониманию начальных этапов зарождения жизни. Им удалось создать «протоклетку» с оболочкой из простых липидов и жирных кислот, способную втягивать из окружающей среды нуклеотид-монофосфаты, активированные имидазолом — «кирпичики», необходимые для синтеза ДНК. В 2011 году японские учёные сообщили, что им удалось создать везикулы с катионной оболочкой и элементами ДНК внутри, способную к делению в результате полимеразной цепной реакции, реплицирующей ДНК.

### Обзор темы
Гипотезы химической эволюции должны объяснять следующие аспекты:
1. Появление в Космосе или на Земле условий для автокаталитического синтеза больших объёмов и значительного разнообразия углеродсодержащих молекул, то есть — возникновение в абиогенных процессах веществ, необходимых и достаточных для начала химической эволюции.
2. Появление из таких молекул относительно устойчивых замкнутых агрегатов, позволяющих так изолировать себя от окружающей среды, что с ней становится возможным избирательный обмен веществом и энергией, то есть — возникновение неких протоклеточных структур.
3. Появление в таких агрегатах способных к самоизменению и к саморепликации химических информационных систем, то есть — возникновение элементарных единиц наследственного кода.
4. Появление взаимной зависимости между свойствами белков и функциями ферментов с носителями информации (РНК, ДНК), то есть — возникновение собственно кода наследственности, как необходимого условия уже для биологической эволюции.

Большой вклад в прояснение этих вопросов, среди прочих, сделали следующие учёные:
- Александр Опарин: Коацерваты.
- Гарольд Юри и Стэнли Миллер в 1953: Возникновение простых биомолекул в симулируемой древней атмосфере.
- Сидней Фокс: Микросферы из протеноидов.
- Томас Чек (университет Колорадо) и Сидней Алтман (университет Yale New Haven Connecticut) в 1981: Автокаталитическое РНК-деление: «Рибозимы» объединяют катализ и информацию в молекуле. Они в состоянии вырезать себя из более длинной цепи РНК и соединять остающиеся концы снова.
- Уолтер Гилберт (Гарвард университет, Кембридж) разрабатывает в 1986 идею мира РНК.
- Гюнтер фон Кидровски (Рур-университет Бохум) представляет в 1986 году первую самореплицирующуюся систему на основе ДНК, важный вклад в понимание функций роста самореплицирующихся систем
- Манфред Эйген (институт Макса Планка факультет биофизической химии, Геттинген): Эволюция ансамблей молекул РНК. Гиперцикл.
- Юлий Ребек (Кембридж) создаёт искусственную молекулу (Aminoadenosintriazidester), которая самореплицируется в растворе хлороформа. Копии все же идентичны образцу, так что эволюция для этих молекул невозможна.
- Джон Корлис (Goddard центр космических полётов — НАСА): Термальные источники морей поставляют энергию и химикалии, которые делают возможными независимую от космической среды химическую эволюцию. Ещё сегодня они являются средой жизни для первоначальных по многим признакам археобактерий (Archaea).
- Гюнтер Вэхтерсхойзер (англ. Günter_Wächtershäuser) (Мюнхен) — гипотеза мира сульфидов железа: первые само-реплицирующиеся структуры с обменом веществ возникли на поверхности пирита. Пирит (сульфид железа) поставил для этого необходимую энергию. На растущих и снова распадающихся кристаллах пирита эти системы могли расти и размножаться, и различные популяции конфронтировали с разным условиям среды (условия отбора).
- А. Г. Cairns-Smith (университет Глазго) и Дэвид К. Мауерцалл (Rockefeller-Universität New York, Нью-Йорк) видят в глиняных минералах систему, которая сначала сама подчинена химической эволюции, из-за чего возникает много различных, самореплицирующихся кристаллов. Эти кристаллы притягивают своим электрическим зарядом органические молекулы и катализируют синтез комплексных биомолекул, причём объём информации кристаллических структур служит сначала матрицей. Эти органические соединения становятся всё более сложными до тех пор, пока они не смогут размножаться без помощи глиняных минералов.
- Вольфганг Вайганд, Марк Дерр и др. (Институт Макса Планка факультет биогеохимии, Йена) показали в 2003, что сульфид железа может катализировать синтез аммиака из молекулярного азота.

Унифицированная модель химической эволюции ещё не разработана, возможно, потому, что основные принципы ещё не открыты.

## Предварительные рассуждения

### Биомолекулы

Биомолекулы — возникновение и функция

Пребиотический синтез сложных соединений молекул может делиться на три последовательных этапа:
1. Возникновение простых органических соединений (спиртов, кислот, гетероциклических соединений: пуринов, пиримидинов и пирролов) из абиогенных материалов.
2. Синтез более сложных органических соединений — «биомолекул» — представителей наиболее распространённых классов метаболитов, в том числе и мономеров — структурных единиц биополимеров (моносахаридов, аминокислот, жирных кислот, нуклеотидов) из простых органических соединений.
3. Возникновение сложных биополимеров (полисахариды, белки, нуклеиновые кислоты) из основных структурных единиц — мономеров.

Одним из вопросов является химический состав среды, в которой осуществлялся пребиологический синтез, в том числе то, какие неорганические компоненты являлись источниками различных элементов, входящих в состав различных органических соединений.
|             | C | H | O | N | S | P |
| ----------- | - | - | - | - | - | - |
| Углеводы    | X | X | X |   |   |   |
| Жиры        | X | X | X | X |   |   |
| Фосфолипиды | X | X | X | X |   | X |
| Белки       | X | X | X | X | X |   |
| Нуклеотиды  | X | X | X | X |   | X |
| Порфирины   | X | X | X | X |   |   |

|              | Восстановленная форма                             | Окислённая форма     |
| ------------ | ------------------------------------------------- | -------------------- |
| Углерод (C)  | Метан (CH4), Монооксид углерода (угарный газ, CO) | Углекислый газ (CO2) |
| Водород (H)  | Водород (H2)                                      | Вода (H2O)           |
| Кислород (O) | H2O                                               | Кислород (O2)        |
| Азот (N)     | Аммиак (NH3)                                      | Нитраты (NO3-)       |
| Сера (S)     | Сероводород (H2S)                                 | Сульфаты (SO42-)     |
| Фосфор (P)   |                                                   | Фосфаты (PO43-)      |

Все гипотезы исходят из того, что, помимо воды и фосфатов, на начальных этапах истории Земли в атмосфере и гидросфере в достаточном количестве имелись только восстановленные формы, отличающиеся от обычных в современный период химических соединений, так как древняя атмосфера не содержала молекулярного кислорода.
В качестве источника энергии, инициирующей синтез, в это время могли выступать ультрафиолетовое излучение Солнца, тепло вулканических процессов, ионизирующие излучения радиоактивного распада и электрические разряды. Существуют также теории, в рамках которых источником необходимой для возникновения биомолекул энергии могут служить окислительно-восстановительные процессы между вулканическими газами (восстановитель) и частично окисляющими сульфидными минералами, например, пиритом (FeS2)

### Развитие древней атмосферы
Развитие земной атмосферы является частью химической эволюции и к тому же важным элементом истории климата. Сегодня её разделяют на четыре важные ступени развития.
Вначале происходило образование химических элементов в космосе и появление из них Земли — приблизительно 4,56 миллиарда лет назад. Предположительно, наша планета уже довольно рано имела атмосферу из водорода (H2) и гелия (He), которая, однако, была снова потеряна в космическое пространство. Астрономы исходят также из того, что из-за относительно высоких температур и эффектов солнечного ветра на Земле и других близлежащих к Солнцу планетах могло остаться только небольшое количество лёгких химических элементов (включая углерод, азот и кислород). Все эти элементы, составляющие сегодня основную часть биосферы, были занесены, по этой теории, ударами комет из более внешних участков Солнечной системы лишь через большой промежуток времени, когда протопланеты немного остыли. В течение первых нескольких миллионов лет после возникновения Солнечной системы постоянно повторялись столкновения с небесными телами, вызванные ими коллизии уничтожали глобальными стерилизациями образованные в это время живые системы. Поэтому появление жизни смогло начаться только после накопления воды за длительное время хотя бы в самых глубоких впадинах.

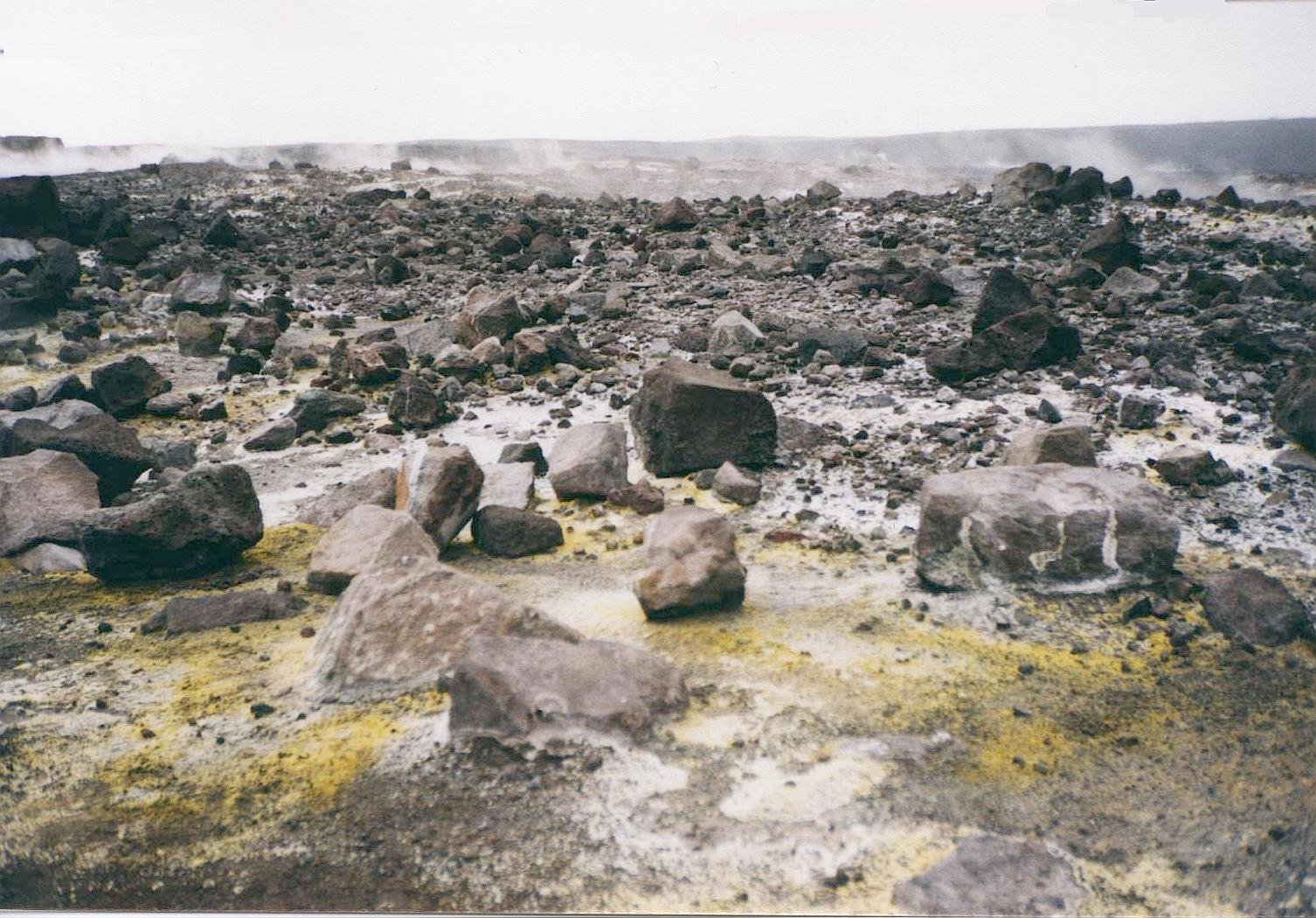
Следы вулканической активности: отложения серы на краях Halema’uma’u — кратера вулкана Мауна-Лоа на Гавайях

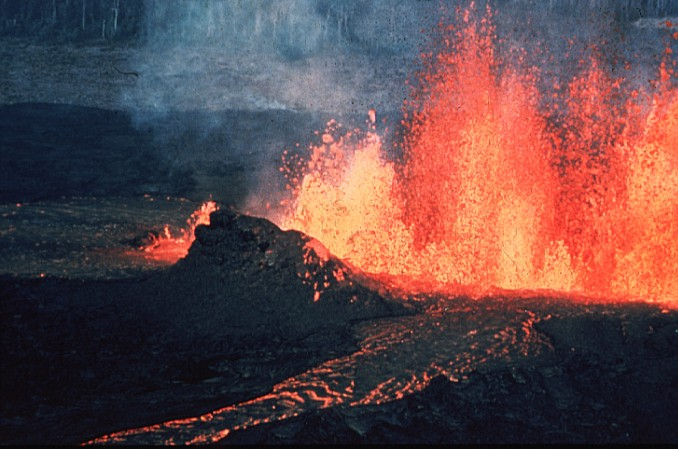
Извержение вулкана — самая захватывающая форма вулканической деятельности

С медленным остыванием Земли, вулканической деятельностью (выделение газов из недр Земли) и глобальным распределением материалов упавших комет возникла вторая атмосфера Земли. Скорее всего, она состояла из водяного пара (H2O; до 80 %), углекислого газа (CO2; до 20 %), сероводорода (H2S; до 7 %), аммиака (NH3) и метана (CH4). Высокий процент водяного пара объясняется тем, что поверхность Земли была на тот момент ещё слишком горяча для образования морей. Прежде всего из воды, метана и аммиака в условиях молодой Земли могли образоваться небольшие органические молекулы (кислоты, спирты, аминокислоты), позднее — также органические полимеры (полисахариды, жиры, полипептиды), которые были нестабильны в кислотной атмосфере.
После охлаждения атмосферы ниже температуры кипения воды наступил очень длительный период выпадения дождей, которые и образовали океаны. Насыщенность других газов атмосферы относительно водяного пара повысилась.
Интенсивное ультрафиолетовое облучение обусловило фотохимический распад воды, метана и аммиака, в результате чего накопились углекислый газ и азот. Лёгкие газы — водород и гелий — уносились в космос, углекислый газ растворялся в больших количествах в океане, увеличивая кислотность воды. Значение pH упало до 4. Инертный и малорастворимый азот N2 накапливался со временем и образовывал около 3,4 миллиарда лет назад основную составляющую атмосферы.
Выпадение в осадок прореагировавшего с ионами металлов растворенного углекислого газа (карбонаты) и дальнейшее развитие живых существ, которые ассимилировали углекислый газ, привело к уменьшению CO2-концентрации и повышению значения pH в водоёмах.
Кислород O2 играет важнейшую роль в дальнейшем развитии атмосферы. Он образовался с появлением способных к фотосинтезу живых существ, предположительно цианобактерий (сине-зелёных водорослей) или им подобных прокариотов. Ассимиляция ими углекислого газа привела к дальнейшему понижению кислотности, насыщенность атмосферы кислородом оставалась всё-таки довольно низкой. Причина этого — незамедлительное использование растворенного в океане кислорода для окисления двухвалентных ионов железа и других окисляемых соединений. Около двух миллиардов лет назад этот процесс завершился, и кислород стал постепенно накапливаться в атмосфере.
Очень реакционноспособный кислород легко окисляет восприимчивые органические биомолекулы и становится таким образом фактором отбора окружающей среды для ранних организмов. Только немногие анаэробные организмы смогли переместиться в свободные от кислорода экологические ниши, другая часть выработала ферменты (например, каталазы), которые делают кислород не опасным. В некоторых микроорганизмах из подобных энзимов развились комплексные мембранные энзимы — конечные оксидазы, которые метаболически использовали присутствующий кислород для накопления энергии, необходимой для роста собственной клетки — конечная стадия окисления в аэробной цепи дыхания. В зависимости от организма имеются различные формы конечных оксидаз, например, хинол-оксидаза или цитохром C — оксидаза, которые различаются активными центрами, содержащими ионы меди и гемы. Это даёт основание полагать, что они произошли различными параллельными путями развития. Во многих случаях в одном организме встречаются различные типы конечных оксидаз. Эти энзимы являются последними в цепи последовательно задействованных комплексов энзимов, которые энергию окислительно-восстановительных процессов сохраняют переносом протонов или ионов натрия в форме трансмембранного электрического потенциала. Последний другим комплексом энзимов преобразовывается снова в химическую энергию в форме АТФ. Синтез АТФ и прочих компонент цепи дыхания в эволюционном свете значительно старше конечных оксидаз, так как они играли важную роль уже во многих аэробных процессах обмена веществ (аэробное дыхание, многие процессы брожения, метаногенез), а также при аноксигенном и оксигенном фотосинтезе.
Миллиард лет назад содержание кислорода в атмосфере перешагнуло планку одного процента и спустя несколько миллионов лет был образован озоновый слой. Сегодняшнее содержание кислорода в 21 % было достигнуто лишь 350 миллионов лет назад и сохраняется с тех пор стабильным.

### Значение воды для возникновения и сохранения жизни

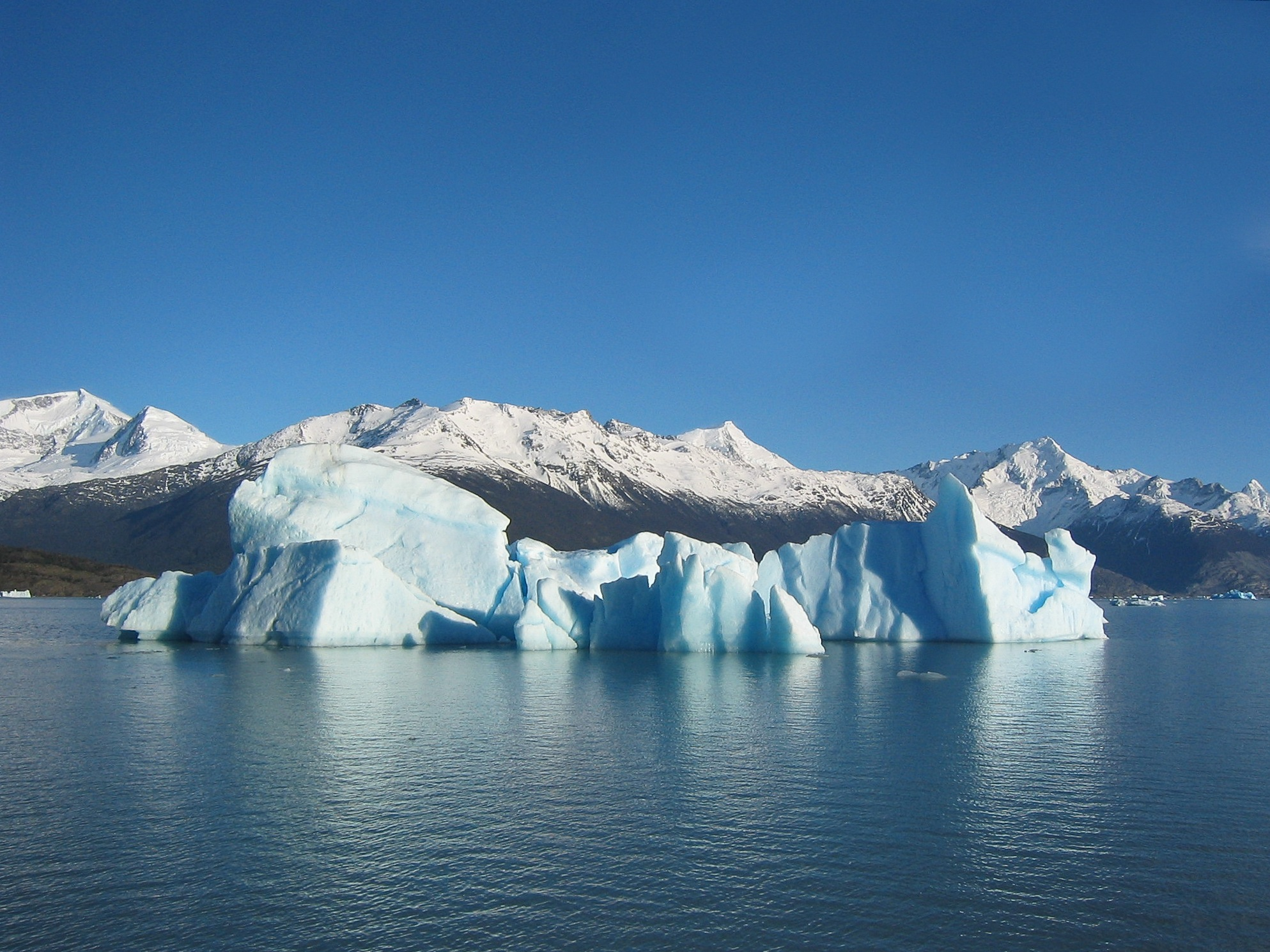
H_{2}O — химическое соединение, присутствующее при обычных условиях во всех трёх агрегатных состояниях

Для жизни, как мы её знаем (или определяем), нужна вода как универсальный растворитель. Вода имеет комплекс качеств, которые делают жизнь возможной. Нет данных, что жизнь может возникать и существовать независимо от воды, и принято считать, что только наличие воды в жидкой фазе (в определённой области или на определённой планете), делает вероятным возникновение жизни.
Для синтеза сложных молекул и соблюдения граничных условий автокаталитических реакций между ними (что обеспечивает принципиальную возможность перехода от химической эволюции к эволюции живого вещества) важны следующие характеристики воды:
- Вода находится в жидком состоянии при температуре, в которой стабильны органические молекулы и их синтез возможен только в водных растворах.
- Вода необходима как деполяризующий растворитель для химических реакций, так как она делает возможным гомогенное перемешивание, а имея высокую теплоёмкость, принимает выделяющуюся при реакциях теплоту и предоставляет в распоряжение протоны для катализов.
- Высокая удельная теплоемкость воды, сосредоточенной в океане, и особенности характеристики спектрального поглощения водяных паров (при их зна́чимых долях в объёме атмосферы) обеспечивают стабилизацию глобальных колебаний температуры и осмотических процессов (локально могут возникать большие различия), что создаёт предпосылки к планетарно-уравновешенному климату, неблагоприятные изменения которого (для живого вещества), вызванные как энтропийными процессами, так и внешними неблагоприятными факторами, могут быть в определённых пределах скомпенсированы жизнедеятельностью самой биосферы, как целого, изменяющей интенсивность испарения воды, и тем самым, планетарного альбедо и, что может быть ещё более важно — изменяя концентрацию в атмосфере водяного пара, главного по значению парникового газа (см. гипотезу Геи[7] британского учёного, консультанта NASA Джеймса Лаврока, а также конкурирующую с ней гипотезу биотической регуляции климата[8] российского физика В. Г. Горшкова).
- Вода и водяной пар поглощают вредное для макромолекул ультрафиолетовое облучение. Однако оно проникает через замёрзшую воду (лед) до определённой глубины.
- Вода, в которой растворены вещества, например, морская вода, образует при вымораживании области разных концентраций веществ, которые окружены мембранами льда (см. гипотеза морского льда). Обособленность от внешней среды и повышенная концентрация веществ считаются необходимыми для образования биологически активных молекул.
- Особенность термодинамики воды (при нагревании от 0 до 3,98 °С вода сжимается) предотвращает замерзание водоёмов до дна — холодная вода, как менее плотная, остаётся на поверхности и замерзает, а подо льдом вода имеет положительную температуру, что сохраняло жизнь на Земле в эпохи глобальных оледенений.

## Эксперименты

### Эксперимент Миллера — Юри
Одна из самых известных гипотез эволюции была опубликована в двадцатые годы XX столетия русским исследователем А. И. Опариным и британским исследователем Дж. Холдейном. Теория утверждала, что условия на первобытной Земле благоприятствовали химическим реакциям. Из абиогенных низкомолекулярных соединений в атмосфере и море должны были синтезироваться сложные органические соединения. Необходимая энергия поставлялась очень интенсивным ультрафиолетовым облучением, которое могло беспрепятственно проникать в атмосферу в связи с малым содержанием в ней кислорода и озона.
В 1953 году эта теория была обоснована химиками Стэнли Миллером и Гарольдом К. Юри очень хорошими результатами эксперимента с «первичным бульоном». Опытным путём ими было доказано, что в среде, похожей на среду с предположительными пребиотическими условиями, посредством притока энергии извне (молнии), из абиогенных низкомолекулярных соединений (вода, метан, аммиак и водород) могут возникнуть аминокислоты и более простые карбоновые и жирные кислоты — одни из важнейших строительных элементов биомолекул (причём современные исследования сохранившегося содержимого колб Миллера показало, что там содержалось большее количество аминокислот, чем смог выявить Миллер).
В более поздних, в большинстве случаев более сложно построенных опытах с первичным бульоном экспериментаторы смогли получить как все важнейшие строительные элементы живых существ — аминокислоты, жиры, сахара, нуклеотиды, так и более сложные органические соединения — порфины и изопреноиды.
По замечанию биохимика Роберта Шапиро, аминокислоты, синтезированные Миллером и Юри, — значительно менее сложные молекулы, чем нуклеотиды. Самая простая из тех 20 аминокислот, что входят в состав природных белков, имеет всего два углеродных атома, а 17 аминокислот из того же набора — шесть и более. Аминокислоты и другие молекулы, синтезированные Миллером и Юри, содержали не более трёх атомов углерода. А нуклеотиды в процессе подобных экспериментов удалось получить лишь в 2009 году.
Хотя этим была показана возможность естественного образования органических молекул, эти результаты сегодня иногда подвергаются критическим оценкам. В эксперименте с первичным бульоном исходили из того, что атмосфера на тот период времени имела щелочной характер, что соответствовало научным представлениям того времени. Сегодня же исходят из слабощелочного или даже нейтрального характера атмосферы, хотя вопрос ещё не окончательно решён и обсуждаются также локальные химические отклонения атмосферных условий, например, в окрестностях вулканов. Позднейшими экспериментами была доказана возможность появления органических молекул и в этих условиях, даже таких, которые не получились при первых опытах, но в значительно меньших количествах. Этим часто аргументируется, что происхождение органических молекул другим путём играло, как минимум, дополнительную роль. Приводятся также теории происхождения органики в окрестностях гидротермальных источников срединно-океанических хребтов.
В качестве аргумента против происхождения органических молекул из первичного бульона иногда приводят тот факт, что во время опыта получается рацемат, то есть равная смесь из L- и D-форм аминокислот. Соответственно, должен был существовать естественный процесс, в котором отдавалось предпочтение определённому варианту хиральных молекул. Некоторые космобиологи утверждают, что легче доказать происхождение органических соединений в космосе, так как, по их мнению, фотохимические процессы с циркулярно-поляризированным излучением, например, от пульсаров, в состоянии уничтожить молекулы только определённого вращения. И действительно, у найденных в метеоритах хиральных органических молекул преобладали на 9 % левовращающие. Однако в 2001 году Alan Saghatelian показал, что самореплицирующиеся пептидные системы тоже в состоянии эффективно отбирать молекулы определённого вращения в рацематной смеси, что делает возможным и земное происхождение полимеров из определённых оптических изомеров.

### Дальнейшие реакции
Из появляющихся при эксперименте Миллера-Юри промежуточных продуктов альдегидов и синильной кислоты HCN можно получить при симулируемых условиях Земли 4,5 млрд лет назад дальнейшие биомолекулы. Таким образом Хуану Оро удалось в 1961 году осуществить синтез аденина:
| Эдукты         |       |     | Продукты |
| -------------- | ----- | --- | -------- |
| 2 Формальдегид | HCN   | H2O | Серин    |
| 5 Формальдегид |       |     | Рибоза   |
|                | 5 HCN |     | Аденин   |

Из рибозы, аденина и трифосфата возникает аденозинтрифосфат (АТФ), который используется в организмах в качестве универсального энергоносителя и строительного элемента (как монофосфат) рибонуклеиновых кислот (РНК). Так же из производных синильной кислоты (HCN), воды (H2O) и аммиака (NH3) получилось синтезировать гуанин и ксантин.

### Участие минералов и горных пород
- Кристаллические поверхности могут служить матрицей для растущих макромолекул. При этом различные кристаллические поверхности могут связывать определённые энантиомеры молекул. L- и D-аминокислоты присоединяются к разным местам кристалла кальцита.
- Аарон Качальсский (Вайцманн-институт, Израиль) показал, что в водном растворе, содержащем монтмориллонит (один из минералов глин), возможен синтез белков с длиной цепи в больше чем 50 аминокислот с почти 100%-м выходом.
- Ионы металлов могут выступать в роли катализаторов, доноров электронов или же включаться в биомолекулы.
- Минералы глин в водных растворах часто несут поверхностный электрический заряд и могут таким образом притягивать и удерживать противоположно заряженные органические молекулы.
- В микрополостях горных пород молекулы органических соединений защищены от ультрафиолетового облучения.

### Теория Вехтерхойзера
Особенно интенсивная форма содействия минералов и горных пород пребиотическому синтезу органических молекул должна протекать на поверхности минералов сульфида железа. Теория Миллера-Юри имеет существенные ограничения, особенно учитывая ошибочное объяснение полимеризации мономерных составляющих биомолекулы.

Анаэробные бактерии, обмен веществ которых происходит с участием железа и серы, существуют и сегодня

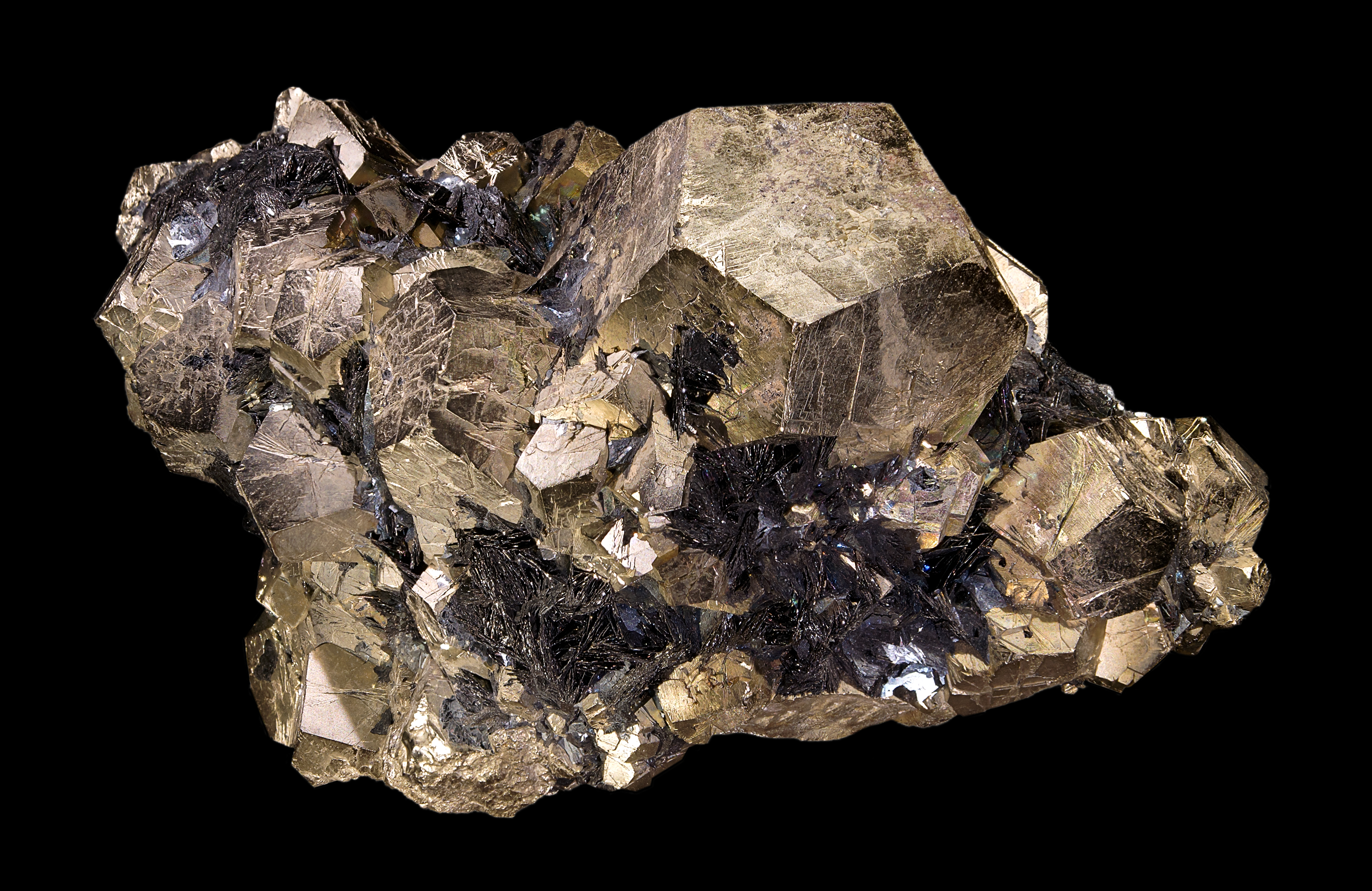
Сросток кристаллов сульфида железа FeS_{2}

Альтернативный сценарий был с начала 1980-х годов разработан Гюнтером Вехтерхойзером. По этой теории жизнь на Земле возникла на поверхности железно-серных минералов, то есть сульфидов, которые и сегодня образуются посредством геологических процессов, а на молодой Земле должны были встречаться гораздо чаще. Эта теория в противовес гипотезе мира РНК, предполагает, что обмен веществ предшествовал появлению энзимов и генов. В качестве подходящего места предлагаются чёрные курильщики на дне океанов, где высокое давление, высокая температура, нет кислорода и обильно представлены различные соединения, которые могли послужить строительным материалом «кирпичиков жизни» или катализатором в цепочке химических реакциях.
Большое преимущество этой гипотезы перед предшественниками в том, что впервые образование комплексных биомолекул связано с постоянным надёжным источником энергии. Энергия выделяется при восстановлении частично окисленных железно-серных минералов, например, пирита (FeS2), водородом (уравнение реакции: FeS2 + H2 ⇆ FeS + H2S), и этой энергии достаточно для эндотермического синтеза мономерных структурных элементов биомолекул и их полимеризации:
Fe2+ + FeS2 + H2 ⇆ 2 FeS + 2 H+ ΔG°' = −44,2 кДж/моль
Другие металлы, так же, как и железо, тоже образуют нерастворимые сульфиды. В дополнение к этому пирит и другие железно-серные минералы имеют положительно заряженную поверхность, на которой могут располагаться, концентрироваться и реагировать между собой преимущественно отрицательно заряженные биомолекулы (органические кислоты, фосфорные эфиры, тиолы). Необходимые для этого вещества (сероводород, моноксид углерода и соли двухвалентного железа) попадают из раствора на поверхность этого «железо-серного мира».
Вехтерхойзер привлекает для своей теории и сегодня существующие основополагающие механизмы обмена веществ и выводит из них замкнутый в себе сценарий синтеза комплексных органических молекул (органические кислоты, аминокислоты, сахар, азотистые основания, жиры) из абиогенных низкомолекулярных соединений, находящихся в вулканических газах (NH3, H2, CO, CO2, CH4, H2S).
В противоположность эксперименту Миллер-Юри не привлекаются источники энергии извне, в форме молнии или ультрафиолетового излучения; кроме того, первые ступени синтеза при высоких температурах и давлениях протекают гораздо быстрее (например, катализируемые энзимами химические реакции). При температуре подводных вулканов до 350 °C возникновение жизни является вполне представимым. Только позднее при возникновении чувствительных к высоким температурам катализаторам (витамины, белки) эволюция должна была происходить при более низкой температуре.
Сценарий Вехтерхойзера хорошо подходит к условиям глубоководных гидротермальных источников, так как имеющийся там перепад температуры допускает подобное распределение реакций. Древнейшие из сегодня живущих микроорганизмов — самые жароустойчивые, предельный известный температурный максимум для их роста составляет +122 °C. Кроме того, железо-серные активные центры и сегодня задействованы в биохимических процессах, что может указывать на первичное участие Fe-S-минералов в развитии жизни.
У этой теории, однако, есть существенный минус, который заключается в том, что ферроплазма — микроорганизм аэробный, а аэробные метаболизмы появились эволюционно гораздо более поздно, чем анаэробные (см. основную статью)..

### Цинковый мир
Наравне с гипотезой «железно-серного» мира в научном сообществе рассматривается идея о «цинковом мире», предложенная биофизиком Арменом Мулкиджаняном. Предполагается, что катализаторами химических реакций здесь были сульфид цинка (ZnS) и сероводород (H2S), которые черпали энергию из ультрафиолетового излучения.
Таким образом азот мог восстанавливаться до аммиака:
{\displaystyle {\ce {N2 + 3ZnS + 6H2O -> 2NH3 + 3Zn(OH)2 + 3S}}}
А углекислый газ, до муравьиной кислоты:
{\displaystyle {\ce {CO2 + H2S -> HCOOH + S}}}
Муравьиная кислота и аммиак, образующиеся на сульфиде цинка, при подсыхании воды выпадают в осадок в виде формиата аммония HCOONH4. Эта соль при прогревании в сухом виде теряет воду и превращается в формамид CHONH2. Формамид может служить сырьем для синтеза азотистых оснований РНК. Кроме того, благодаря высокой температуре кипения (218 °C при обычном давлении) он эффективно накапливается в пересыхающих лужах, и в среде формамида, в отличие от водной среды, нуклеотиды легко соединяются в РНК и не распадаются.
Кроме того, сульфид цинка способен принимать световое возбуждение с нуклеотидов, РНК и других молекул. Это защищает РНК от УФ-расщепления, и в то же время накопление РНК на поверхности минерала позволяет собирать больше света и ускоряет «фотосинтез» в этом месте.
Так же в пользу «цинкового мира» говорит тот факт, что в известных структурах РНК железо совершенно отсутствует, а цинк встречается чаще других переходных металлов. На втором месте — марганец, ведущий себя подобно цинку. Многие рибозимы требуют присутствия ионов металлов для проявления каталитической активности. Среди таких металлов самые распространенные — магний, цинк и марганец, а железо никогда не встречается.
Таким образом, наиболее благоприятным местом для появления жизни являются не чёрные курильщики, а грязевые вулканы, так как они имеют:
- среду, обогащенную калием, фосфором и необходимыми микроэлементами;
- местообитание со встроенным источником тепла, с практически постоянными условиями независимо от капризов погоды;
- пористые минеральные осадки, работающие в качестве катализаторов и предоставляющие огромное количество раздельных микроотсеков для обитания доклеточных форм жизни;
- испаряющиеся лужи, в которых могут накапливаться органические вещества и благодаря высокой концентрации солей и формамида может идти образование цепочек РНК и белков;
- несколько разных механизмов получения органических веществ из атмосферного CO2 и азота;
- освещаемую Солнцем поверхность, на которой идут фотохимические реакции, и совсем рядом с ней — защищенные от ультрафиолета поры в осадках;
- подогреваемые с одной стороны поры и трещины, в которых происходит накопление нуклеотидов и РНК до высоких концентраций.
- отбор самых УФ-стойких азотистых оснований;
- отбор азотистых оснований, склонных образовывать комплементарные пары;
- отбор нуклеотидов одной хиральности из смеси правых и левых нуклеотидов (так называемой рацемической смеси), потому что смесь правых и левых нуклеотидов в цепочке нарушает стэкинг-взаимодействие;
- отбор длинных молекул РНК по сравнению с более короткими, потому что в длинных цепочках стэкинг-взаимодействие увеличивает устойчивость к ультрафиолету;
- отбор молекул РНК, содержащих двуспиральные участки (шпильки), среди молекул со случайными последовательностями, потому что в них больше нуклеотидов входят в состав комплементарных пар.

Никакие другие местообитания не обладают сразу всеми этими достоинствами. Например, в «черных курильщиках» нет обогащения калием и фосфором, нет ультрафиолета и нет накопления веществ в испаряющихся лужах. Так что грязевые котлы наземных геотермальных полей на сегодня представляются самым вероятным местом появления жизни.
В пользу «цинковой» теории говорит еще то обстоятельство, что ионы железа легко расщепляют РНК, связываясь с 2' и 3' гидроксильными группами рибозы. Поэтому клетки хранят избыток железа в связанном виде, вместе с белком ферритином, в то время как ионы цинка РНК-молекулу не разрушают.

### Образование макромолекул
Биомакромолекулы — это белки и нуклеиновые кислоты. Увеличение молекулярных цепей (полимеризация) нуждается в энергии и происходит с выделением воды (конденсация). При расщеплении макромолекул (гидролиз) энергия выделяется. Так как химическое равновесие настолько сильно смещено в сторону мономеров, что реакция протекает термодинамически необратимо в сторону гидролиза полимеров, синтез полимеров невозможен без постоянного поступления энергии. Даже с помощью теоретической поддержки испарением воды, добавлением солей (связывают воду) или распадом продуктов, равновесие смещается лишь незначительно. В итоге возникновение жизни очень вероятно связано с надёжным источником энергии, который использовался бы для полимеризации.
[Мономеры]n + {\displaystyle (n-1)} H2O {\displaystyle \rightarrow } n Мономеры + Тепло,
но
Энергия + {\displaystyle n} Мономеры {\displaystyle \rightarrow } [Мономеры]n + {\displaystyle (n-1)} H2O.
В качестве источника энергии в биохимии используется чаще всего АТФ, для образования которого необходимы уже существующие энзимы. В условиях молодой Земли возможно снабжение энергией синтеза полимеров гидролитическим расщеплением полифосфатов, что используется некоторыми энзимами вместо расщепления АТФ и сегодня. Но маловероятно, что полифосфаты были в необходимом количестве, так как они могли спонтанно образовываться, при испарении фосфатосодержащих растворах, но также относительно быстро гидролизироваться, растворяясь в воде. Подобные процессы могли происходить на побережье при регулярном приливе и отливе. Но в этом случае все зависимые от воды процессы постоянно прерывались бы, что слишком замедлило бы синтез комплексных соединений. Поэтому обратимся к совсем другой системе, в которой происходит как синтез мономерных составляющих, так и зависимое от постоянного источника энергии образование полимеров, — к анаэробным окислительно-восстановительным реакциям с сульфидами металлов.
Равновесие синтеза полимеров смещается в сторону образования полимеров повышением концентрации мономеров и обезвоживанием продуктов реакции. Условием для этого является ограничение среды реакции, которая имеет лишь ограниченный обмен веществ с внешней средой. Традиционно считалось, что подобные процессы протекают в маленьких прудах с высоким испарением, что основной идеей опирается ещё на труды Ч. Дарвина. Сегодня рассматриваются вулканические регионы океанов с осевшими от гидротермальных источников сульфидами металлов как вполне подходящее место для развития подобного сценария.
Другие варианты решения проблемы имеют сильные ограничения и сложносопоставимы с условиями ранней Земли. Преимущественно требуется для одного или нескольких этапов исключение воды, что очень легко осуществить в лаборатории, но не в рассматриваемое время на земле. Одна из подобных систем — это полимеризация карбамидов (R-N=C=N-R) или дициана (N≡C-C≡N) в безводной среде. При этом конденсация исходных составляющих протекает параллельно реакции карбамида, при которой выделяется необходимая энергия:
Энергия + [H-X-OH] + [H-X-OH] {\displaystyle {\overrightarrow {\leftarrow }}} [X-X] + H2O (H-X-OH = мономер, например, аминокислота или рибоза)
[R-N = C = N-R] + H2O {\displaystyle \rightarrow } [R-NH-CO-NH-R] + Энергия (если R = H возникает мочевина)
При ультрафиолетовом излучении из синильной кислоты и образуется дициан, однако в высыхающей трясине летучая молекула быстро испарилась бы.
Если сухая смесь аминокислот нагревается до 130 °C несколько часов, то образуются похожие на белок макромолекулы. При наличии полифосфатов достаточно 60 °C. Эти условия могут образоваться, если вода с растворенными аминокислотами вступает в контакт с горячим вулканическим пеплом.
Если нагреть смесь нуклеотида в присутствии полифосфатов до 55 °C, то, хотя и возникают полинуклеотиды, но всё же соединение происходит вероятнее за счёт 5’- и 2’-C-атомов рибозы, так как оно протекает легче, чем во всех организмах имеющиеся 5’-3’-связи. Из обоих типов полинуклеотидов образуются двойные цепи (сравните со строением ДНК). Разумеется, 5’-3’-двойные цепи стабильнее, чем 5’-2’.
Если на 2’ атоме углерода рибозы отсутствует гидроксильная группа, получается дезоксорибоза. Теперь могут образовываться типичные для ДНК 5’-3’ связи.

### Образование пребиотических структур (предшественников клеток)
Клетки поддерживают свои функции, образуя отдельные среды для химических реакций с целью разделения процессов обмена веществ и исключения нежелательных реакций. При этом могут создаваться различия концентраций.

#### Коацерваты
Известно, что с повышением концентрации многие органические соединения, молекулы которых содержат как гидрофильные, так и гидрофобные участки, способны в водных растворах к мицеллообразованию, то есть выделению микрокапелек органической фазы. Мицеллообразование наблюдается также при высаливании, то есть при увеличении концентрации солей в коллоидных растворах биополимеров-полиэлектролитов, при этом выделяются микрокапли диаметром 1—500 мкм, содержащие биополимеры в высокой концентрации.
Александр Иванович Опарин (1894—1980) главным образом изучал возможности обмена веществ в коацерватах (от латинского coacervatio — сгусток или куча) — модельных мицеллах. Им было показано, что ограниченные среды с простым обменом веществ могут возникнуть исключительно самоорганизацией, при условии присутствия катализаторов со специфическими свойствами. Так как использованные субстанции входят в состав живущих сегодня организмов, Опаринские коацерваты следует рассматривать не как прародителей клеток, а как модель возникновения таких прародителей.
Опарин исследовал смеси из белков (гистон и альбумин), белков и углеводов (гистон и гуммиарабик) и белков и полинуклеотидов (гистон или клупеин и ДНК или РНК).
Если капельки из гистона и гуммиарабика содержат фермент фосфорилазу, то они могут поглотить из окружающей среды глюкозу-1-фосфат, создать из неё крахмал и сохранить. Освобожденный фосфат диффундирует наружу. Капелька увеличивается с накоплением крахмала, пока не распадается на мелкие капельки, которые тоже могут содержать фосфорилазу, разумеется, меньше, чем исходная капелька. Вместе с тем замедляется обмен веществ. Таким образом становится очевидным, что для сохранения качеств клетки необходима регенерация ферментов после её деления.
Если к взвеси добавить разлагающий крахмал фермент амилазу, получаются коацерваты с двухступенчатым обменом веществ: 1) поглощение глюкозы-1-фосфата → синтез крахмала; 2) вывод фосфата → расщепление крахмала и вывод мальтозы.

#### Микросферы
В 1970 году Сидней Фокс смог подтвердить, что из подобных белку продуктов, которые возникают при нагревании сухих смесей аминокислоты, а также самосоединением могут возникнуть растущие капельки, так называемые микросферы. Они отграничиваются от окружающей среды мембраной обратного осмоса и поглощают другой протеиноподобный материал из среды. Вследствие чего они растут и разделяются снова на более мелкие капельки. На основании этого Фокс пришёл к выводу, что эти системы имеют ферментные качества, разлагают глюкозу или ведут себя как эстераза или пероксидаза, без добавления ферментов извне.

### Мир РНК
Впервые гипотеза мира РНК была выдвинута в 1986 году Уолтером Гильбертом и гласила, что молекулы РНК были предшественниками организмов.
Гипотеза отталкивается от способности РНК к хранению, передаче, и размножению генетической информации, а также от её способности катализировать реакции в качестве рибозимов. В эволюционной среде молекулы РНК, которые множат преимущественно себя, встречались бы чаще других.
Исходным пунктом являются простые самовоспроизводящиеся молекулы РНК. Некоторые из них имеют способность катализировать синтез белков, которые, в свою очередь, сами катализируют синтез РНК и свой собственный синтез (развитие трансляции). Некоторые молекулы РНК соединяются в двойную РНК-спираль, они развиваются в молекулы ДНК и носители наследственной информации (развитие транскрипции).
Основой служат определённые РНК-молекулы, которые могут копировать любые РНК-образцы, включая себя самих. Дженнифер А. Doudna и Джек В. Szostak использовали как образец для развития этого типа РНК, производящий разрезание и сплайсинг самой себя интрон прокариотного одноклеточного организма Tetrahymena thermophila. Это подтверждает то, что в рибосомах собственно РНК являются каталитическими молекулами и таким образом РНК катализирует синтез белка. Однако ограничения состоят в том, чтобы при самореплицирующихся РНК не моно-, а олигонуклеотиды являются составляющими звеньями и необходимы вспомогательные вещества.
В 2001 году было открыто, что важными каталитическими центрами рибосом являются РНК, а не, как раньше было принято, белки. Это показывает, что каталитическая функция РНК, как она предполагалась в гипотезе мира-РНК, используется сегодня живыми существами.
Так как рибосомы считаются очень первоначальными клеточными органоидами, это открытие считается важным взносом в обоснование гипотезы мира-РНК. Уже можно уверенно сказать, что молекулы РНК могут из аминокислот синтезировать белки.
В этой связи нуклеопротеиды (комплексы нуклеиновых кислот с белками) также представляют интерес как возможные предшественники РНК.
Другим предшественником РНК могли быть полициклические ароматические углеводороды. Гипотеза мира полиароматических углеводородов пытается ответить на вопрос, как возникли первые РНК, предлагая вариант химической эволюции от полициклических ароматических углеводородов до РНК-подобных цепочек.

### Биомолекулы из космоса
Земля все время своего существования подвергается бомбардировке кометами и метеоритами. Особенно интенсивными они были сразу после образования планеты. В некоторых метеоритах были обнаружены простые органические соединения, среди прочих аминокислоты. Одним из возможных доказательств происхождения аминокислот в космосе могла бы быть одинаковая хиральность органических соединений (L-аминокислот и D-сахаров) — у метеоритных аминокислот доказано преобладание L-типа до 9 %. Но это распределение может быть объяснено и действием абиогенных жировых катализаторов[неизвестный термин]. С помощью опытов, при которых симулировались условия космоса, было доказано, что основные органические соединения, в особенности аминокислоты, могут образовываться и в таких условиях (Бернштейн, М. П., et al. 2002. «Racemic amino acids from the ultraviolet photolysis of interstellar ice analogues» Nature 416, 401 и Munoz Caro, G., et al. 2002. «Amino acids from ultraviolet irradiation of interstellar ice analogues» Nature 416, 403).

### «Черные курильщики»
Условия среды в этих гидротермальных источниках, возможно, способствовали хемоавтотрофному возникновению жизни. Эта теория отстаивается исследователями
Вильямом Мартином и Михаелем Русселем.